# Île des Sœurs
L'Île des Sœurs è un'isola del Canada, situata nella provincia del Québec e nella regione amministrativa di Montréal.
L'isola fa parte della città di Montréal ed in particolare del quartiere di Verdun. Essa si trova nelle acque del fiume San Lorenzo.